# Премия Ассоциации кинокритиков Лос-Анджелеса лучшему режиссёру
Премия Ассоциации кинокритиков Лос-Анджелеса лучшему режиссёру (англ. Los Angeles Film Critics Association Award for Best Director) — американская кинематографическая награда, ежегодно присуждаемая Ассоциацией кинокритиков Лос-Анджелеса за лучшую режиссуру фильма.

## Лауреаты

### 1970-е
| Год  | Режиссёр      | Русское название фильма | Оригинальное название фильма | Прим. |
| ---- | ------------- | ----------------------- | ---------------------------- | ----- |
| 1975 | Сидни Люмет   | «Собачий полдень»       | Dog Day Afternoon            | [ 1 ] |
| 1976 | Сидни Люмет   | «Телесеть»              | Network                      | [ 2 ] |
| 1977 | Герберт Росс  | «Поворотный пункт»      | The Turning Point            | [ 3 ] |
| 1978 | Майкл Чимино  | «Охотник на оленей»     | The Deer Hunter              | [ 4 ] |
| 1979 | Роберт Бентон | «Крамер против Крамера» | Kramer vs. Kramer            | [ 5 ] |

### 1980-е
| Год  | Режиссёр         | Русское название фильма | Оригинальное название фильма | Прим.  |
| ---- | ---------------- | ----------------------- | ---------------------------- | ------ |
| 1980 | Роман Полански   | «Тэсс»                  | Tess                         | [ 6 ]  |
| 1981 | Уоррен Битти     | «Красные»               | Reds                         | [ 7 ]  |
| 1982 | Стивен Спилберг  | «Инопланетянин»         | E.T. the Extra-Terrestrial   | [ 8 ]  |
| 1983 | Джеймс Л. Брукс  | «Язык нежности»         | Terms of Endearment          | [ 9 ]  |
| 1984 | Милош Форман     | «Амадей»                | Amadeus                      | [ 10 ] |
| 1985 | Терри Гиллиам    | «Бразилия»              | Brazil                       | [ 11 ] |
| 1986 | Дэвид Линч       | «Синий бархат»          | Blue Velvet                  | [ 12 ] |
| 1987 | Джон Бурмен      | «Надежда и слава»       | Hope and Glory               | [ 13 ] |
| 1988 | Дэвид Кроненберг | «Связанные насмерть»    | Dead Ringers                 | [ 14 ] |
| 1989 | Спайк Ли         | «Делай как надо!»       | Do the Right Thing           | [ 15 ] |

### 1990-е
| Год  | Режиссёр          | Русское название фильма  | Оригинальное название фильма | Прим.  |
| ---- | ----------------- | ------------------------ | ---------------------------- | ------ |
| 1990 | Мартин Скорсезе   | «Славные парни»          | Goodfellas                   | [ 16 ] |
| 1991 | Барри Левинсон    | «Багси»                  | Bugsy                        | [ 17 ] |
| 1992 | Клинт Иствуд      | «Непрощённый»            | Unforgiven                   | [ 18 ] |
| 1993 | Джейн Кэмпион     | «Пианино»                | The Piano                    | [ 19 ] |
| 1994 | Квентин Тарантино | «Криминальное чтиво»     | Pulp Fiction                 | [ 20 ] |
| 1995 | Майк Фиггис       | «Покидая Лас-Вегас»      | Leaving Las Vegas            | [ 21 ] |
| 1996 | Майк Ли           | «Тайны и ложь»           | Secrets & Lies               | [ 22 ] |
| 1997 | Кёртис Хэнсон     | «Секреты Лос-Анджелеса»  | L. A. Confidential           | [ 23 ] |
| 1998 | Стивен Спилберг   | «Спасти рядового Райана» | Saving Private Ryan          | [ 24 ] |
| 1999 | Сэм Мендес        | «Красота по-американски» | American Beauty              | [ 25 ] |

### 2000-е
| Год  | Режиссёр           | Русское название фильма               | Оригинальное название фильма                  | Прим.  |
| ---- | ------------------ | ------------------------------------- | --------------------------------------------- | ------ |
| 2000 | Стивен Содерберг   | «Эрин Брокович»                       | Erin Brockovich                               | [ 26 ] |
| 2000 | Стивен Содерберг   | «Траффик»                             | Traffic                                       | [ 26 ] |
| 2001 | Дэвид Линч         | «Малхолланд Драйв»                    | Mulholland Drive                              | [ 27 ] |
| 2002 | Педро Альмодовар   | «Поговори с ней»                      | Hable con ella                                | [ 28 ] |
| 2003 | Питер Джексон      | «Властелин колец: Возвращение короля» | The Lord of the Rings: The Return of the King | [ 29 ] |
| 2004 | Александр Пэйн     | «На обочине»                          | Sideways                                      | [ 30 ] |
| 2005 | Энг Ли             | «Горбатая гора»                       | Brokeback Mountain                            | [ 31 ] |
| 2006 | Пол Гринграсс      | «Потерянный рейс»                     | United 93                                     | [ 32 ] |
| 2007 | Пол Томас Андерсон | «Нефть»                               | There Will Be Blood                           | [ 33 ] |
| 2008 | Дэнни Бойл         | «Миллионер из трущоб»                 | Slumdog Millionaire                           | [ 34 ] |
| 2009 | Кэтрин Бигелоу     | «Повелитель бури»                     | The Hurt Locker                               | [ 35 ] |

### 2010-е
| Год  | Режиссёр           | Русское название фильма        | Оригинальное название фильма | Прим.  |
| ---- | ------------------ | ------------------------------ | ---------------------------- | ------ |
| 2010 | Оливье Ассаяс      | «Карлос»                       | Carlos                       | [ 36 ] |
| 2010 | Дэвид Финчер       | «Социальная сеть»              | The Social Network           | [ 36 ] |
| 2011 | Терренс Малик      | «Древо жизни»                  | The Tree of Life             | [ 37 ] |
| 2012 | Пол Томас Андерсон | «Мастер»                       | The Master                   | [ 38 ] |
| 2013 | Альфонсо Куарон    | «Гравитация»                   | Gravity                      | [ 39 ] |
| 2014 | Ричард Линклейтер  | «Отрочество»                   | Boyhood                      | [ 40 ] |
| 2015 | Джордж Миллер      | «Безумный Макс: Дорога ярости» | Mad Max: Fury Road           | [ 41 ] |
| 2016 | Барри Дженкинс     | «Лунный свет»                  | Moonlight                    | [ 42 ] |
| 2017 | Лука Гуаданьино    | «Зови меня своим именем»       | Call Me by Your Name         | [ 43 ] |
| 2017 | Гильермо дель Торо | «Форма воды»                   | The Shape of Water           | [ 43 ] |
| 2018 | Дебра Граник       | «Не оставляй следов»           | Leave No Trace               | [ 44 ] |
| 2019 | Пон Чжун Хо        | «Паразиты»                     | 기생충;                      | [ 45 ] |

## Статистика
2 победы
- Сидни Люмет (1975, 1976)
- Стивен Спилберг (1982, 1998)
- Дэвид Линч (1986, 2001)
- Пол Томас Андерсон (2007, 2012)
- Джейн Кэмпион (1993, 2021)